# Chapelle Notre-Dame-des-Grâces de Breil-sur-Roya
Pour les articles homonymes, voir Notre-Dame-des-Grâces.
La chapelle Notre-Dame-des-Grâces de Breil-sur-Roya est une chapelle située sur un chemin menant au col de Brouis à Breil-sur-Roya dans le département français des Alpes-Maritimes, en région Provence-Alpes-Côte d'Azur.

## Historique
La chapelle a été construite au XVIIe siècle à la suite d'un vœu. 
Alors qu’une épidémie de peste ravageait Breil-sur-Roya, les plus valides des habitants se sont rendus au Sanctuaire de Vicoforte près de Roccaforte de Mondovi pour implorer la Vierge. Ils s’engagèrent à élever une chapelle sur le chemin par où l'épidémie s'était introduite dans le village si elle cessait. Après la fin de l'épidémie de peste, ils construisirent cette chapelle également appelée « Notre-Dame-des-Neiges ». 
Son clocher possède des tuiles vernissées de couleurs et aux formes arrondies que les clochers des chapelles Sainte-Catherine et de la Miséricorde. 
Cette chapelle fait l’objet d’une inscription au titre des monuments historiques depuis le 13 mai 1937.